# Liste der Kulturdenkmale in Schnarup-Thumby
In der Liste der Kulturdenkmale in Schnarup-Thumby sind alle Kulturdenkmale der schleswig-holsteinischen Gemeinde Schnarup-Thumby (Kreis Schleswig-Flensburg) und ihrer Ortsteile aufgelistet (Stand: 14. April 2025).
Die Bodendenkmale sind in der Liste der Bodendenkmale in Schnarup-Thumby aufgeführt.

## Legende
In den Spalten befinden sich folgende Informationen:
- Objekt-ID: die Nummer des Kulturdenkmales
- Lage: die Adresse des Kulturdenkmales und die geographischen Koordinaten. Kartenansicht, um Koordinaten zu setzen. In der Kartenansicht sind Kulturdenkmale ohne Koordinaten mit einem roten Marker dargestellt und können in der Karte gesetzt werden. Kulturdenkmale ohne Bild sind mit einem blauen Marker gekennzeichnet, Kulturdenkmale mit Bild mit einem grünen Marker.
- Offizielle Bezeichnung: Bezeichnung des Kulturdenkmales
- Beschreibung: die Beschreibung des Kulturdenkmales
- Bild: ein Bild des Kulturdenkmales

## Sachgesamtheiten
| Objekt-ID      | Lage                                      | Offizielle Bezeichnung         | Beschreibung | Bild                             |
| -------------- | ----------------------------------------- | ------------------------------ | --- | -------------------------------- |
| 40978 Wikidata | Am Pastorat (54° 38′ 45″ N, 9° 38′ 42″ O) | Kirche St. Johannes der Täufer | Aktualisierung vorgesehen - Begründung: geschichtlich, künstlerisch, städtebaulich, Kulturlandschaft prägend - Schutzumfang: Kirche St. Johannes der Täufer mit Ausstattung, Glockenhaus, Kirchhof, Grabmale bis 1870, Kirchhofspforten, Feldsteinwall, Lindenkranz | weitere Fotos \| Fotos hochladen |

## Bauliche Anlagen
| Objekt-ID     | Lage                                        | Offizielle Bezeichnung                         | Beschreibung | Bild                             |
| ------------- | ------------------------------------------- | ---------------------------------------------- | --- | -------------------------------- |
| 3821 Wikidata | Am Pastorat (54° 38′ 45″ N, 9° 38′ 43″ O)   | Kirche St. Johannes der Täufer mit Ausstattung | Die evangelische Kirche wurde im 13. Jahrhundert erbaut. Die Kirche wurde danach stark verändert. Die Kanzel im Inneren stammt aus dem Jahr 1620. Alteintragung (Aktualisierung vorgesehen) - Begründung: geschichtlich, künstlerisch, städtebaulich - Schutzumfang: Kirche St. Johannes der Täufer mit Ausstattung, Glockenhaus - Denkmaltyp: Bauliche Anlage, Sachgesamtheit: Kirche St. Johannes der Täufer | weitere Fotos \| Fotos hochladen |
| 8872 Wikidata | Dorfstraße 10 (54° 38′ 45″ N, 9° 38′ 31″ O) | Alte Schule                                    | Alteintragung (Aktualisierung vorgesehen) - Begründung: künstlerisch, städtebaulich - Schutzumfang: Alteintragung (Aktualisierung vorgesehen) - Denkmaltyp: Bauliche Anlage | BW                               |

## Gründenkmale
| Objekt-ID      | Lage                                      | Offizielle Bezeichnung | Beschreibung | Bild            |
| -------------- | ----------------------------------------- | ---------------------- | --- | --------------- |
| 26370 Wikidata | Am Pastorat (54° 38′ 45″ N, 9° 38′ 41″ O) | Kirchhof               | Alteintragung (Aktualisierung vorgesehen) - Begründung: geschichtlich, Kulturlandschaft prägend - Schutzumfang: Kirchhof, Grabmale bis 1870, Kirchhofspforten, Feldsteinwall, Lindenkranz - Denkmaltyp: Gründenkmal, Sachgesamtheit: Kirche St. Johannes der Täufer | Fotos hochladen |

## Quelle
- Liste der Kulturdenkmale in Schleswig-Holstein – Kreis Schleswig-Flensburg

- Karte mit allen Koordinaten:
- OSM |
- WikiMap